# Aidonochóri (ort i Grekland, Thessalien)
Aidonochóri är en ort i Grekland.   Den ligger i prefekturen Nomós Kardhítsas och regionen Thessalien, i den centrala delen av landet, 190 km nordväst om huvudstaden Aten. Aidonochóri ligger 793 meter över havet och antalet invånare är 224.
Terrängen runt Aidonochóri är lite bergig. Runt Aidonochóri är det glesbefolkat, med 20 invånare per kvadratkilometer. Närmaste större samhälle är Rentína, 3,6 km söder om Aidonochóri. I omgivningarna runt Aidonochóri växer i huvudsak blandskog.